# Senden (Coesfeld)
Senden is een plaats en gemeente in de Duitse deelstaat Noordrijn-Westfalen, gelegen in de Kreis Coesfeld. Senden telt 20.358 inwoners (31 december 2020) op een oppervlakte van 109,45 km².

## Indeling van de gemeente

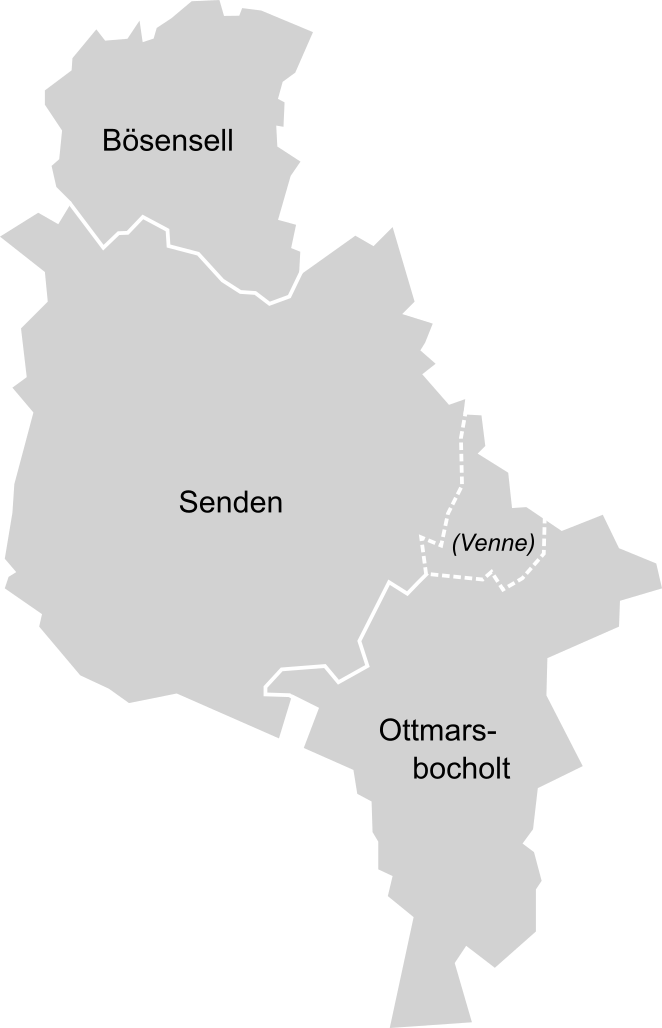
Ortsteile van Senden

Senden had per 31 december 2019  in totaal 20.771 inwoners.
De gemeente bestaat uit de drie districten (Gemeindebezirke):
- Bösensell (2.785 inw.)
- Ottmarsbocholt (3.447 inw.), door de inwoners liefkozend Otti-Botti genoemd
- Senden (14.399 inw. exclusief Venne)
  - Ortsteil van Senden: Venne, ten oosten van Senden zelf (140 inw.).

## Ligging, verkeer, vervoer
Senden ligt in het Münsterland circa 15 km ten zuidwesten van de stad Münster, enige kilometers ten zuidoosten van de Baumberge, een toeristisch aantrekkelijke streek, en aan de westkant van een oud bos met de naam Davert ten zuiden van  Münster.  De gemeente wordt doorsneden door het Dortmund-Eemskanaal en door enkele kleine beken, waarvan de Stever de grootste is. 

### Aangrenzende gemeenten
| Aangrenzende gemeenten | Aangrenzende gemeenten | Aangrenzende gemeenten | Aangrenzende gemeenten | Aangrenzende gemeenten |
| ---------------------- | ---------------------- | ---------------------- | ---------------------- | ---------------------- |
| Nottuln                |                        | Havixbeck              |                        | Münster                |
|                        |                        |                        |                        |                        |
| Buldern gem. Dülmen    | Hiltrup, gem. Münster  |                        |                        |                        |
|                        |                        |                        |                        |                        |
| Lüdinghausen           |                        | Nordkirchen            |                        | Ascheberg              |

### Wegverkeer
De Autobahn A43 Wuppertal - Münster loopt langs de noordrand van de gemeente van west naar oost. Bij afslag 3 van deze Autobahn, 5½  km ten noorden van de plaats Senden en bijna 2 km ten zuiden van Bösensell, begint de Bundesstraße 235, via dewelke men van deze afrit zuidwaarts rijdende na 5½ km Senden, na 16 km Lüdinghausen, na 25 km Olfen  en na 38 km afrit 11 Henrichenburg van de Autobahn A2 Bielefeld-Ruhrgebied bereikt. 
Vijf km ten oosten van afrit 3 van de A43 ligt het Kreuz Münster-Süd met de Autobahn A1 Bremen -Ruhrgebied. Men kan op deze kruising ook rechtdoor over de Bundesstraße 51 de stad Münster binnenrijden. Ten noorden van afrit 3 van de A43 bij Bösensell bevindt zich een zgn. Autohof.

### Openbaar vervoer
Bösensell, gemeente Senden, heeft aan de zuidkant van het dorp, direct ten noorden van de Autohof, een klein station aan de spoorlijn Ruhrgebied-Münster waar de treinserie RE 42 ieder half uur in beide richtingen stopt. Het wordt vooral gebruikt voor reizigers van het bijna 7 km van dit stationnetje verwijderde Senden naar Münster en verder. Ook Appelhülsen, gemeente Nottuln, heeft aan de zuidkant van het dorp een klein station (Nottuln-Appelhülsen) aan deze lijn. Dit station bedient ook het 7 km verder zuidoostwaarts gelegen  Senden vanuit het westen. Het bijbehorende stationsgebouw (bouwjaar 1870) stortte in 2007 na een zware storm in, en is na de sloop niet herbouwd.
Senden wordt aangedaan door een op werkdagen frequent rijdende snelbusdienst Lüdinghausen - Münster v.v., die een deel van zijn traject over de Autobahn rijdt.
Overig busverkeer, ook dat van en naar de twee stationnetjes, is beperkt tot enkele malen per dag en niet in de weekeinden en schoolvakanties rijdende scholierenlijnen en enkele op verzoek rijdende taxi- of belbussen.

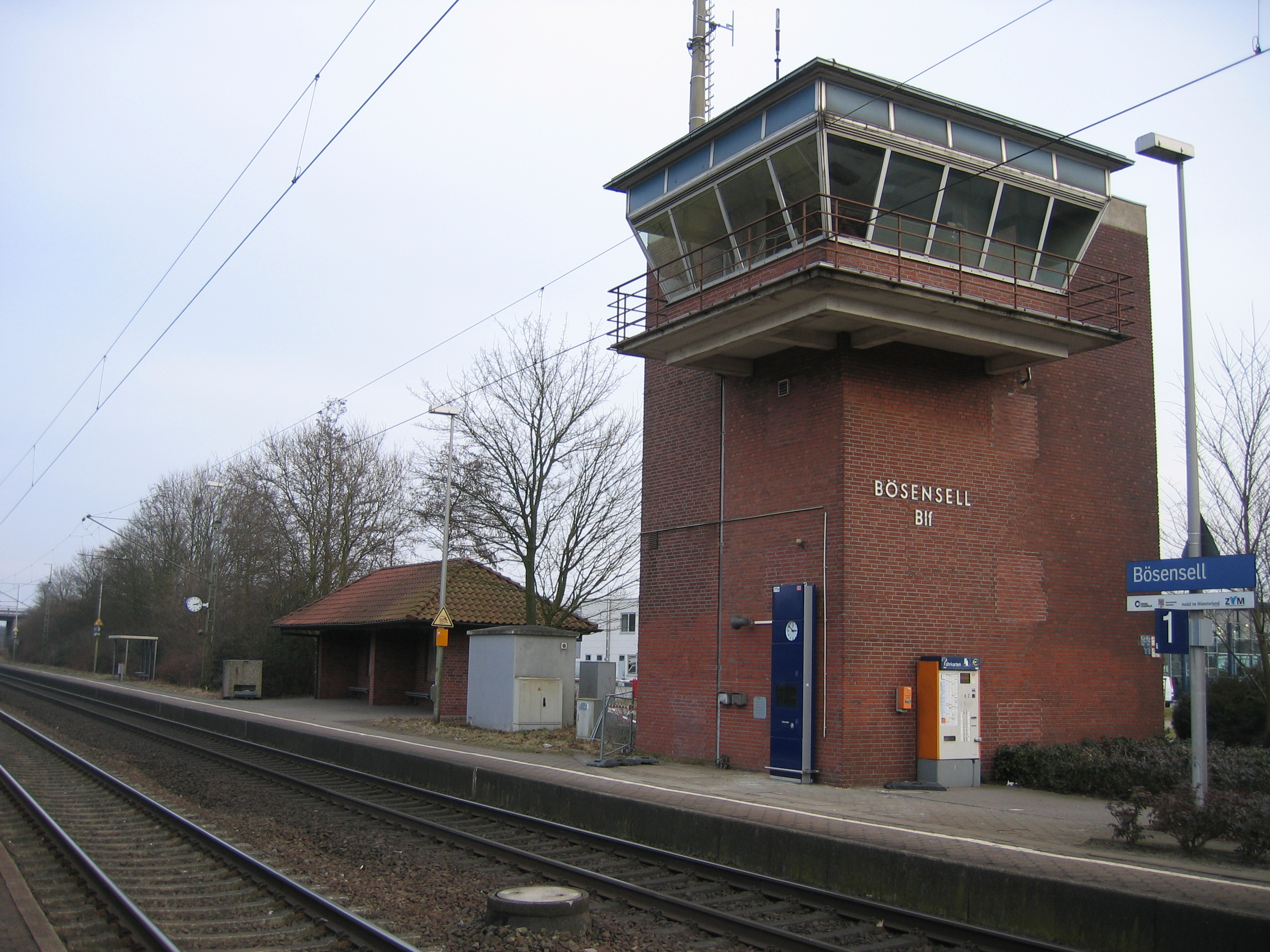
Station Bösensell
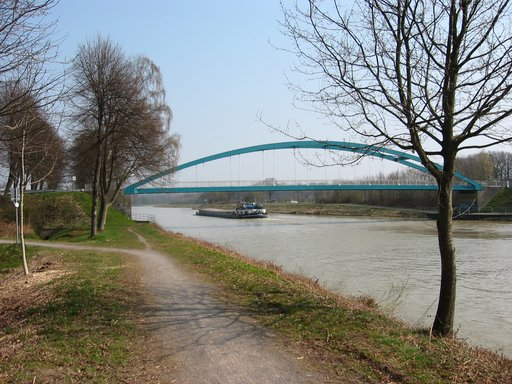
Brug over het Dortmund-Eemskanaal bij Senden

### Scheepvaart
Senden ligt aan het druk bevaren Dortmund-Eemskanaal, maar binnen de gemeentegrenzen zijn er aan dit kanaal geen voor vrachtschepen bruikbare binnenhavens, wel is er een kleine jachthaven op de gemeentegrens met Dülmen. In het kanaal is een stuw, juist ter hoogte van Kasteel Senden. Parallel aan het Dortmund-Eemskanaal loopt van Senden ca. 8 km lang zuidwestwaarts de Alte Fahrt, de vroegere kanaalbedding. Deze is voor de beroepsscheepvaart gesloten. Tijdens strenge winters vriest deze oude vaart dicht, en deze is dan populair bij plaatselijke liefhebbers van de schaatssport. Op het riviertje de Stever kan alleen bij wijze van watersport gevaren worden door roeibootjes en kano's.

## Economie
Senden beschikt over twee grote bedrijventerreinen, één bij het stadje zelf, namelijk aan de zuidkant van het Dortmund-Eemskanaal bij de B235, en één ten zuiden van Bösensell. Hier zijn enige tamelijk grote bedrijven in de sector verpakkingsindustrie gevestigd (o.a. folie), alsmede een aantal kleine en middelgrote metaal-, bouw-, auto-, andere ambachtelijke, logistieke en handelsbedrijven. Opvallend is de grote concentratie meubelzaken e.d. dicht bij de A43 te Bösensell (dat daaraan de bijnaam „Möbelsell“ te danken heeft).
Voor de gemeente is verder vooral het toerisme van economisch belang, zie hieronder.

## Bezienswaardigheden, toerisme, natuurschoon

### Kastelen e.d.
- Kasteel  Haus of Schloss Senden. Het kasteel ligt iets ten zuiden van het centrum van Senden, de achterkant van het complex grenst aan het Dortmund-Eemskanaal. Het riviertje de Stever is omgeleid en vormt de slotgracht ervan. Het is dus een van de zgn. Münsterlandse waterburchten (Wasserschlösser). In de middeleeuwen werd het kasteel, dat aanvankelijk Benekamp heette, gebouwd in opdracht van het adellijke geslacht Von Senden genannt Benekamp. Het huidige gebouwencomplex dateert grotendeels uit de laatste jaren van de 15e eeuw. Het bleef in bezit van diverse adellijke families, totdat aan het eind van de Tweede Wereldoorlog Britse soldaten het bezetten en deels verwoestten. In 1957 werd Schloss Senden verkocht; het was toen enige tijd als school en hotel in gebruik. De laatste eigenaar kon het onderhoud en de reparatie van het intussen nogal vervallen kasteel niet meer betalen. Sloop dreigde, en de politiek was aanvankelijk niet geïnteresseerd. Na een gesloten akkoord in 2014 werd toch met de uitvoering van een reddingsplan begonnen. Schloss Senden en het bijbehorende park werd in de periode 2014-2020 liefdevol gerestaureerd, waarbij veel vrijwilligers hebben meegeholpen. Onder deze vrijwilligers zijn ook veel jongeren, die zodoende een deel van hun vakopleiding tot bouwvakker, tuinman, schilder e.d. afwerkten. Het kasteel dient als kantoor voor enige organisaties zonder winstoogmerk, met als doel het behoud en het voor culturele en recreatieve doeleinden gebruiken van dit kasteel en vele andere kastelen in geheel Duitsland. In Schloss Senden worden incidenteel rondleidingen voor bezoekers gehouden. Kasteel en park dienen ook als locatie voor allerlei evenementen op cultureel en artistiek gebied, waarbij men ook vernieuwende ideeën tracht uit te voeren. Daarbij wordt ook samengewerkt met jongerenorganisaties, middelbare scholen, kunst- en muziekopleidingsinstituten e.d..

Het kasteelpark is kosteloos en algemeen toegankelijk.
- Kasteel Haus Ruhr, ten zuidoosten van afrit 3 van de A43, is een 16e-17e-eeuws adellijk goed, dat in 1742 onder leiding van de beroemde architect Johann Conrad Schlaun grondig werd verbouwd. Het kasteel en de directe omgeving ervan zijn niet voor bezoekers opengesteld. De adellijke familie Von und zur Mühlen[4],  die het sedert 1703 bewoont en er een groot boerenbedrijf voert, bewaart in het kasteel haar belangrijke, in de late 18e eeuw samengestelde wetenschappelijke bibliotheek, met vooral boeken over rooms-katholieke theologie en geschiedenis. Tot de collectie behoren ook Nederlandse werken. De universiteit van Münster beschikt over digitale bestanden inzake de inhoud van de in deze bibliotheek Jodocus Hermann Nünning  bewaarde boeken. Deze kunnen geraadpleegd worden via de website: sammlungen.ulb.uni-muenster.de/nav/classification/563381.
- Haus Avinghof werd in de 18e eeuw als klein buitenverblijf voor het geslacht Von und zur Mühlen  gebouwd. Ook dit door Johann Conrad Schlaun ontworpen landhuis met de directe omgeving ervan is niet voor bezoekers opengesteld, en wordt als boerderij geëxploiteerd.

### Overige
- Het fietstoerisme geniet grote bekendheid in de gemeente, die aan talrijke langeafstands-fietsroutes ligt.
- In Bösensell staat de in 1917 gebouwde Johannes-de-Doperkerk, met binnen een 16e-eeuws koorgestoelte.
- Wandelingen in het uitgestrekte, door weilanden en kleine venen onderbroken bos de Davert en nabij het westelijk van de Davert gelegen Venner Moor, een moerasgebied (natuurreservaat) waar veel zeldzame soorten libellen voorkomen.

## Geschiedenis
Het gebied van de gemeente Senden werd, blijkens gedane archeologische vondsten, zeker al rond 7000 v.C. bewoond. In de 8e eeuw woonden hier kleine groepen Saksen. In een register van de Abdij Werden uit het jaar 890 is voor het eerst melding van de plaatsen Sendiaon (Senden) en  Basinseli (Bösensell).  In een precies 100 jaar jonger register van hetzelfde klooster is sprake van Amarasbokholte, Ottmarsbocholt.
De plaatsen deelden vervolgens de geschiedkundige lotgevallen van het Prinsbisdom Münster. De historische ontwikkeling maakte, dat verreweg de meeste christenen in de gemeente rooms-katholiek zijn.  Over de geschiedenis van Senden zelf is, afgezien van wie het kasteel bewoonden, zeer weinig bekend. De gemeente noemt zich Stadt (stad), maar of, en zo ja, wanneer en door wie, er stadsrechten zijn verleend, is geheel onbekend.
Rond 1974 werden de voordien zelfstandige gemeentes Bösensell en Ottmarsbocholt, in het kader van een gemeentelijke herindeling, bij Senden gevoegd.

## Geboren
- Cinja Tillmann (1991), beachvolleyballer

## Belangrijke personen in relatie tot de gemeente
- Harry Wijnvoord (*1949 te Den Haag), presentator, woont te Senden

## Partnergemeentes
- Sinds 2010:  Koronowo (gemeente) , Polen
- Sinds 1990: Jessen (Elster), Duitsland  (in de voormalige DDR).

## Galerij

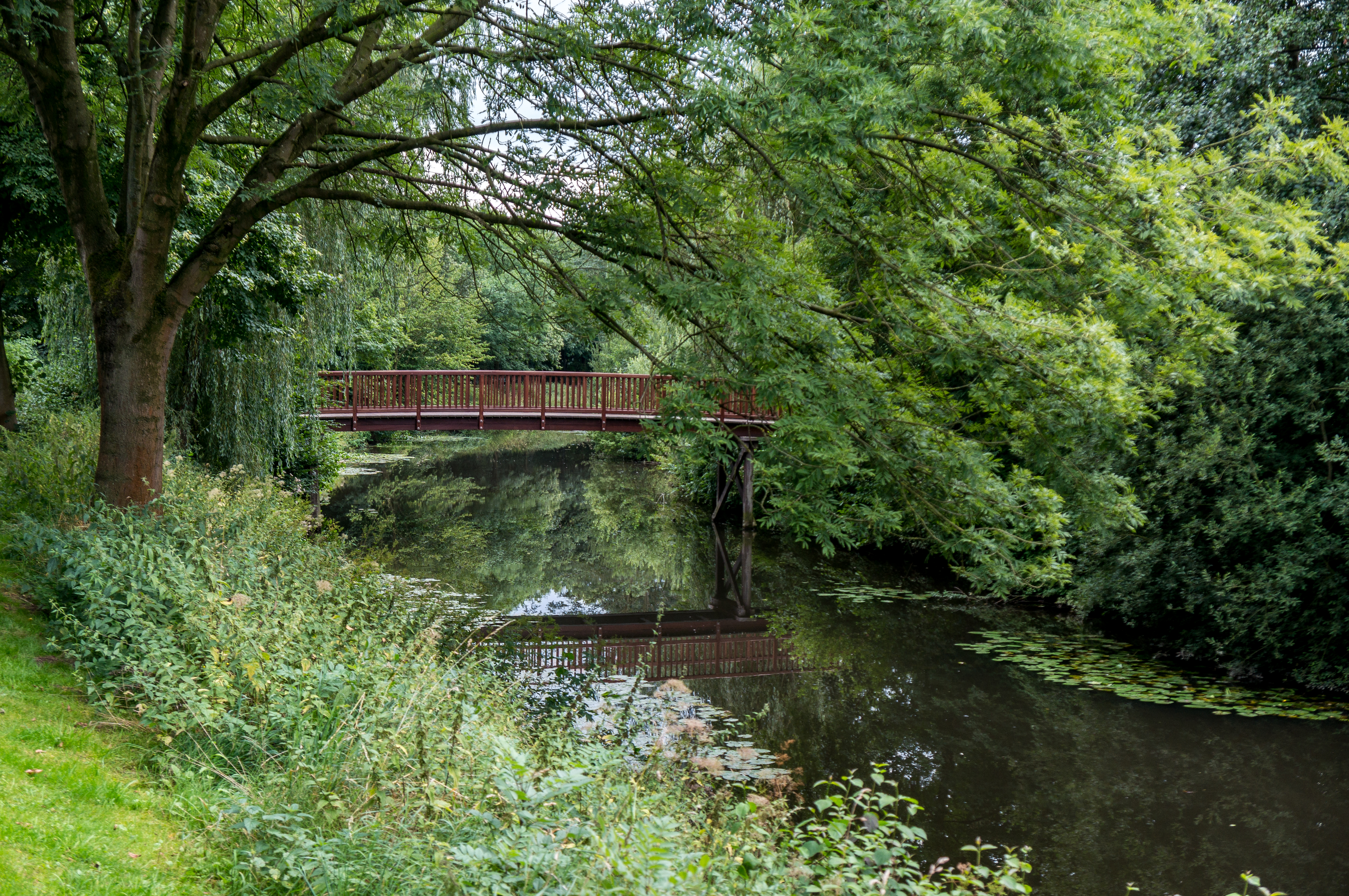
Aan de Stever
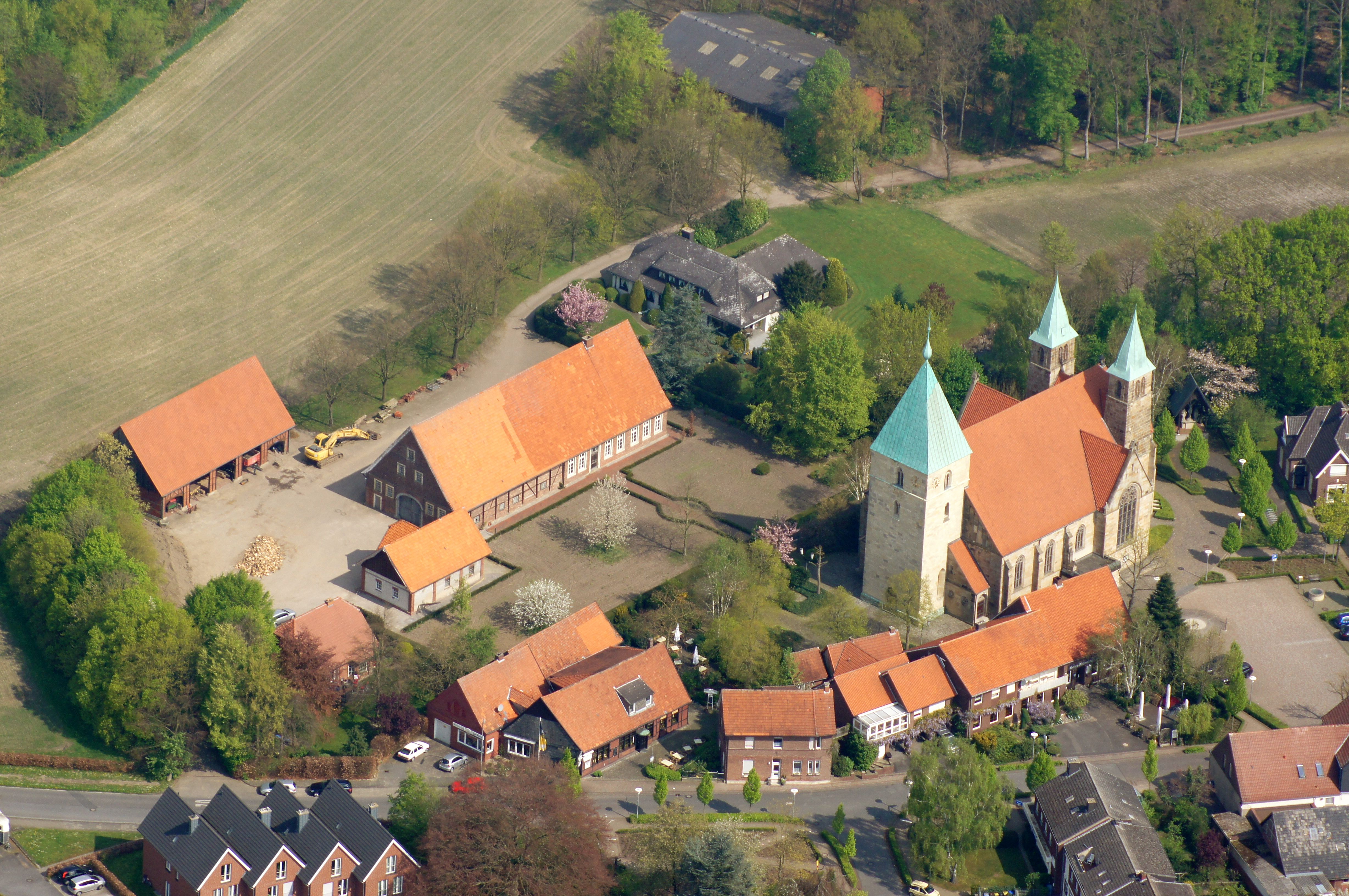
Luchtfoto Bösensell met in het midden de Johannes-de-Doperkerk
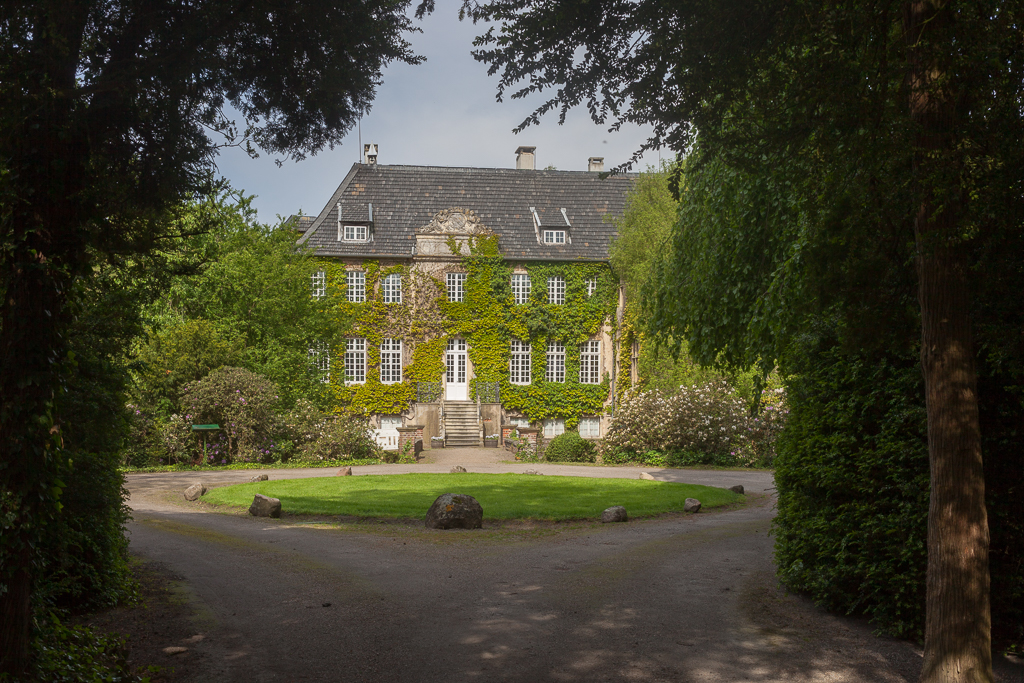
Kasteel Haus Ruhr, Bösensell
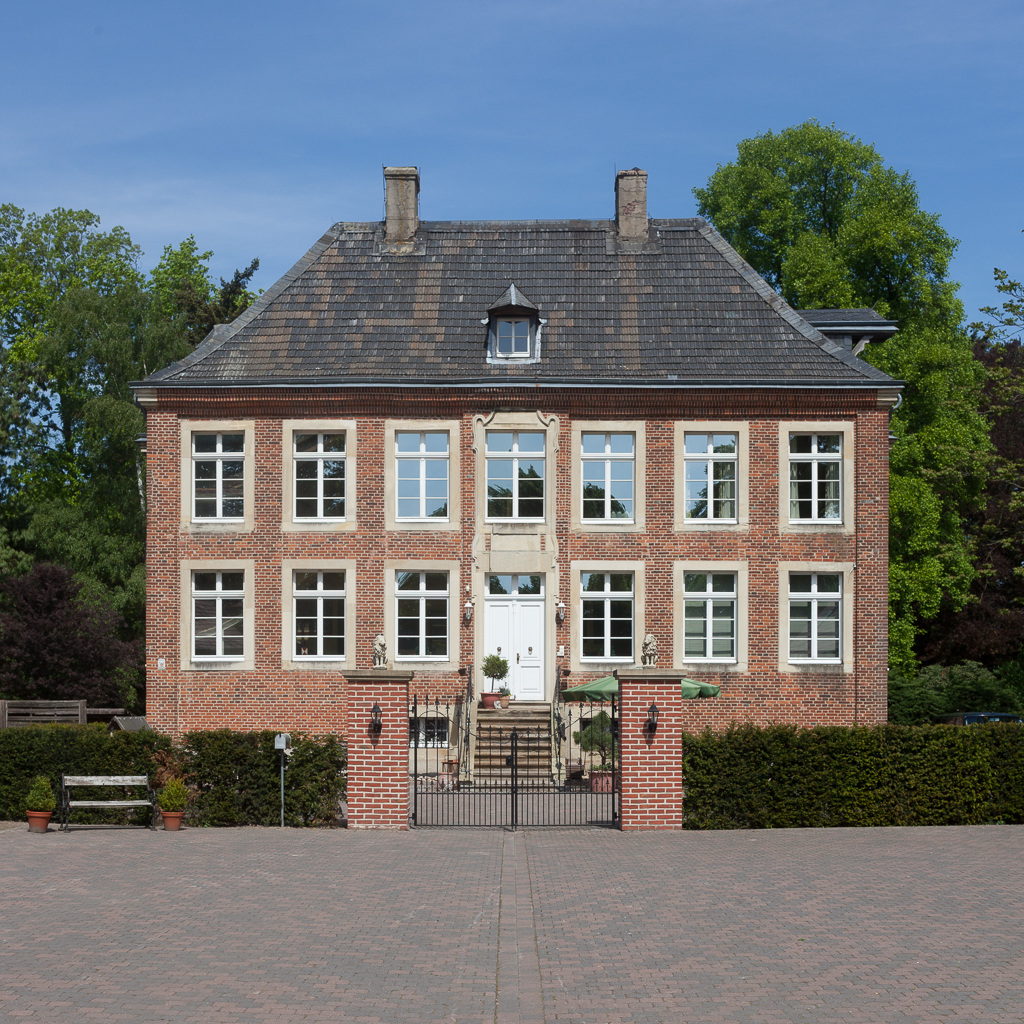
Haus Alvinghof, Bösensell
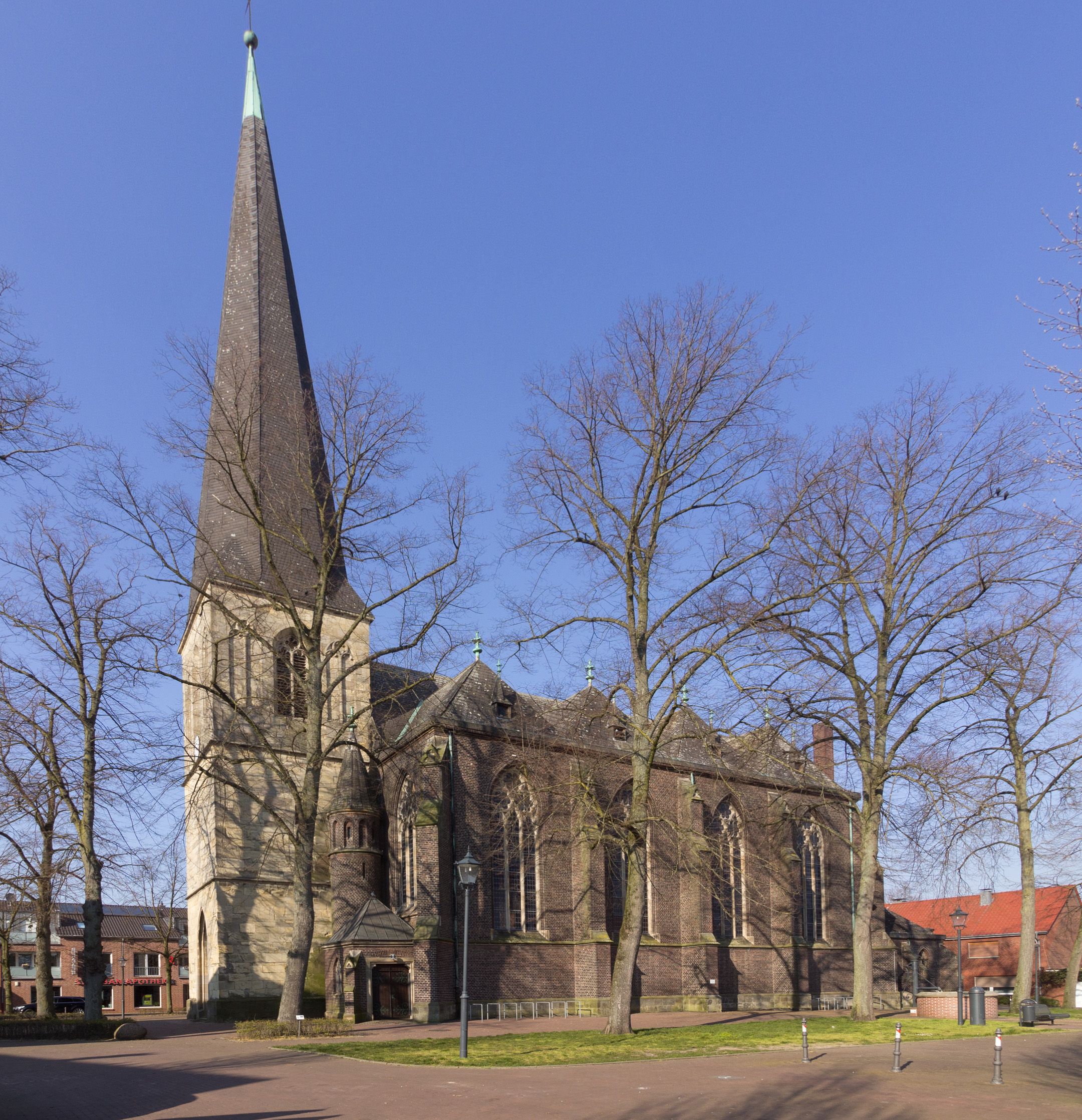
St. Urbanuskerk, Ottmarsbocholt
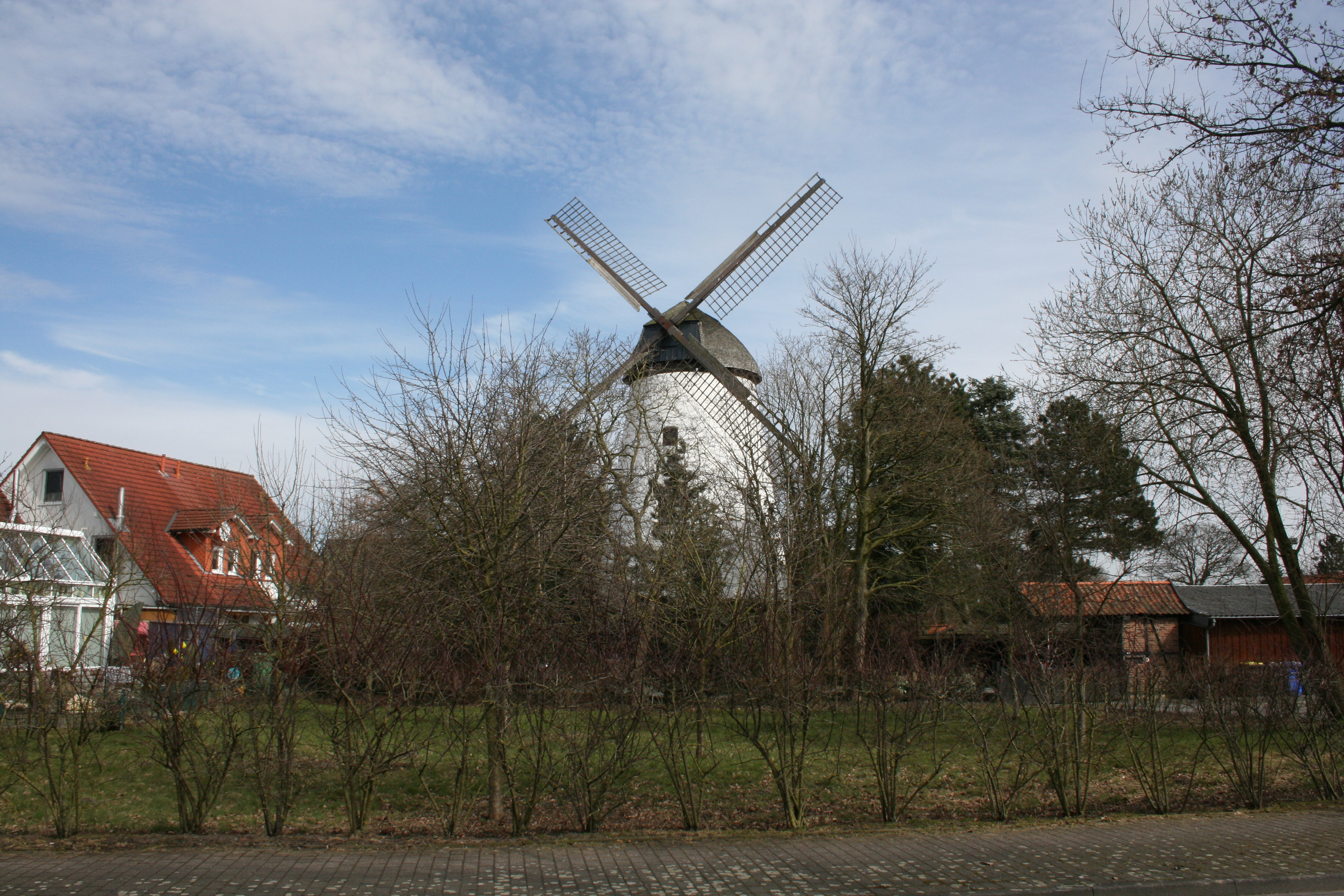
Windmolen Ottmarsbocholt
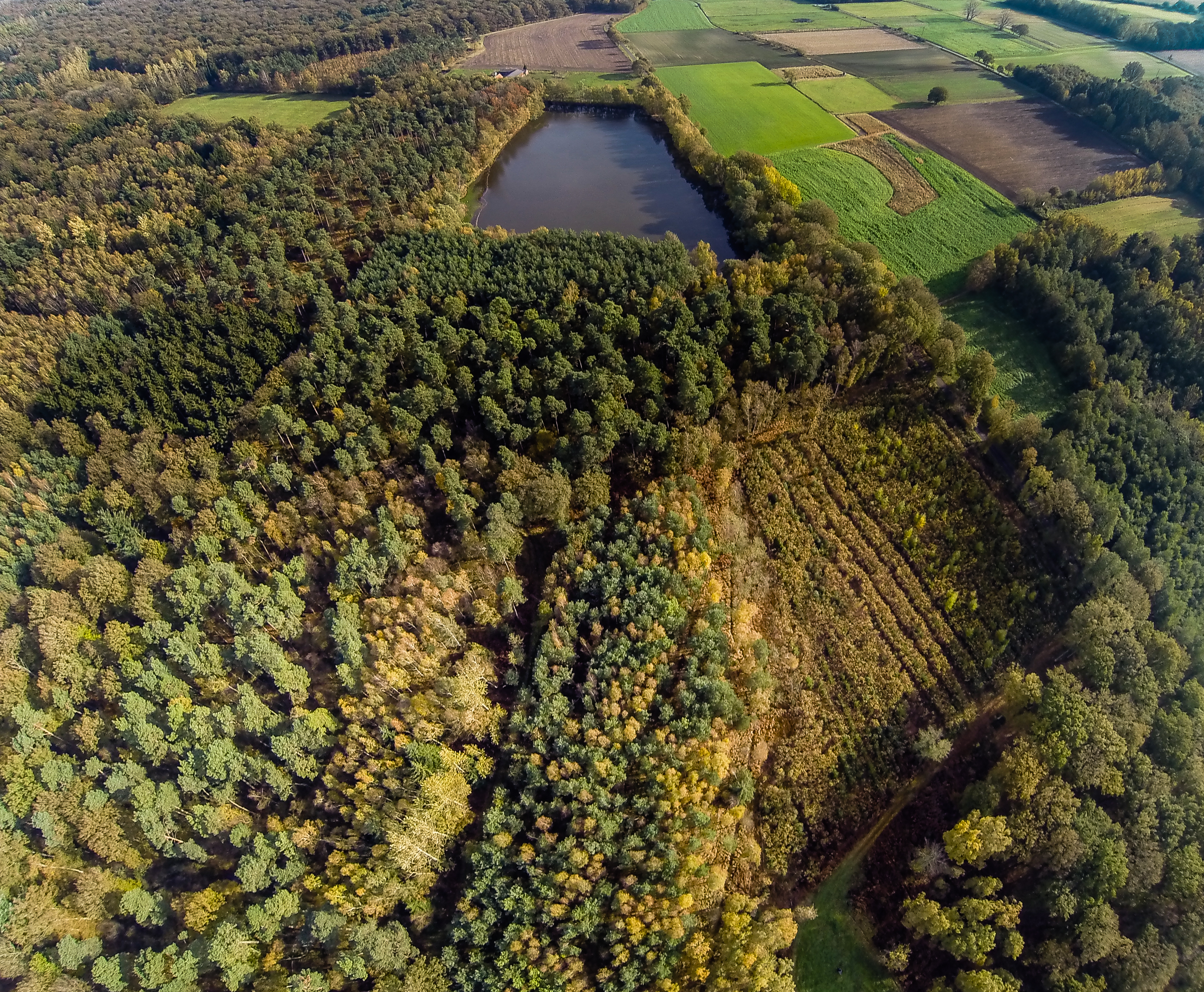
In het bos Davert
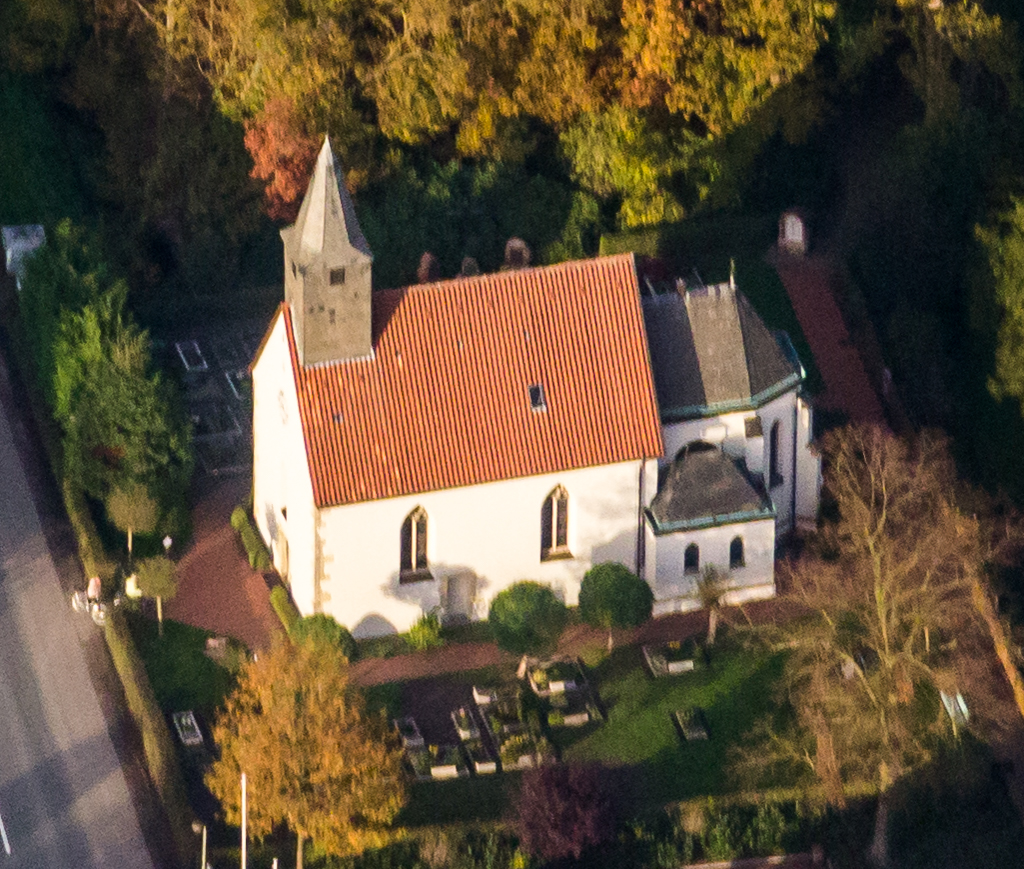
Venne, Johannes-de-Doperkerkje
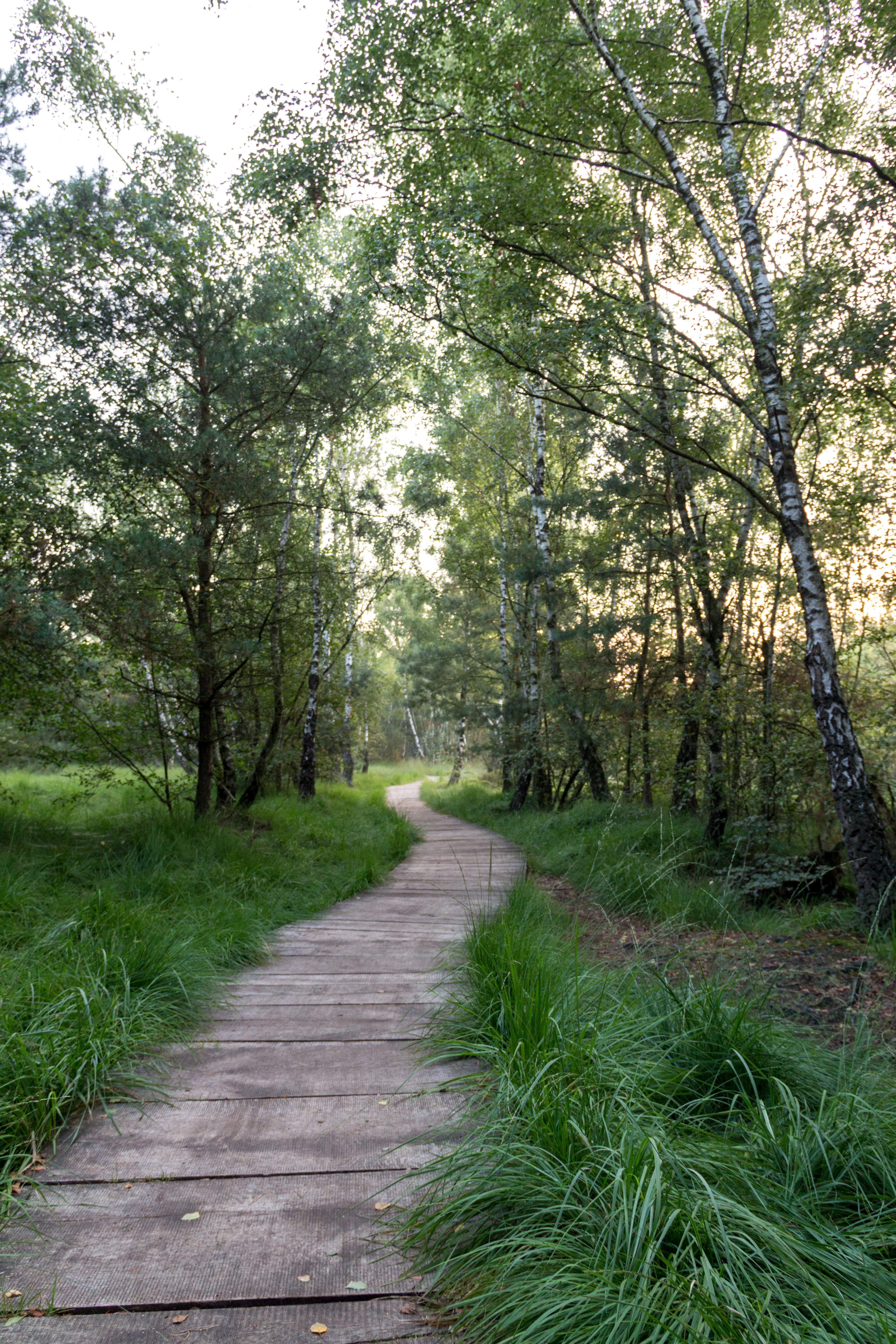
Venner Moor ten oosten van Senden(1)
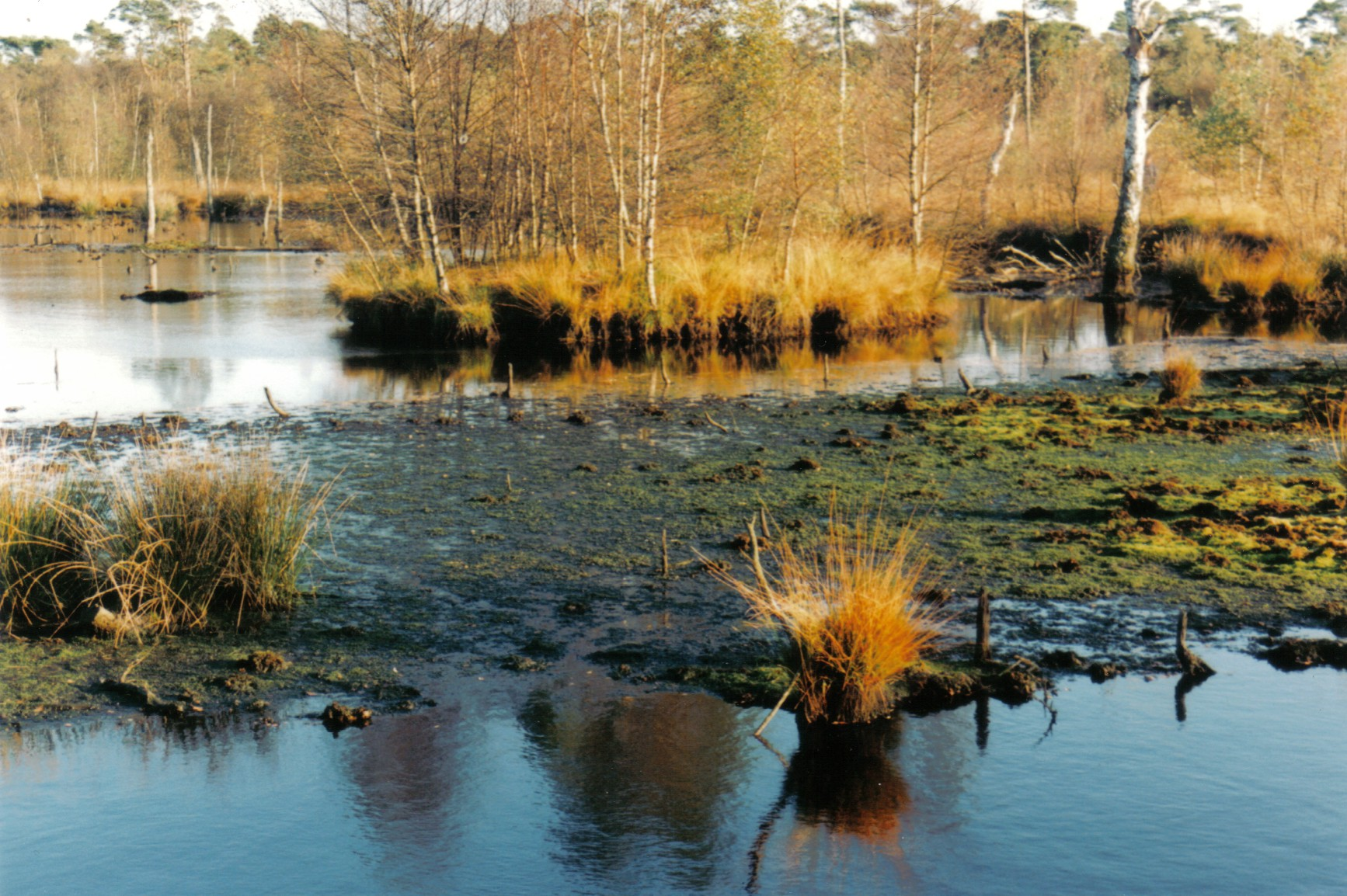
Venner Moor ten oosten van Senden(2)

Ascheberg · Billerbeck · Coesfeld · Dülmen · Havixbeck · Lüdinghausen · Nordkirchen · Nottuln · Olfen · Rosendahl · Senden